# IBC (botanisk kongress)
Vid International Botanical Congress, Internationella botaniska kongressen, avhandlas International Code of Nomenclature for algae, fungi, and plants (ICN), tidigare International Code of Botanical Nomenclature (ICBN), också kallad koden, som är en standard för namnsättning av växter, svampar och alger.
Kodens bestämmelser revideras vid de Internationella botaniska kongresserna som på senare tid har ägt rum vart sjätte år. Olika nomenklaturkommittéer och även enskilda botanister lägger fram förslag till ändringar, vilka bereds av andra kommittéer och sedan antas eller förkastas av IBC. Man är skyldig att följa den senaste "kodens" bestämmelser i den meningen att om man inte gör det kommer andra inte att beakta vad man publicerat. ICN specificerar inte hur de vetenskapliga namnen ska uttalas. De uttalas olika av personer med olika modersmål.